# Martin Svenningsen
Per Martin Svenningsen, född 23 mars 1963, är en svensk journalist.
Martin Svenningsen är son till domprost Anders Svenningsen och hans hustru  Hild. Efter att från 1985 ha varit anställd vid Sveriges radio som programledare och reporter, knöts Svenningsen en kort tid 1992 till Dabrowski television för att 1993 bli medarbetare vid TV4-Gruppen där han 2010 blev administrativ chef för Nyhetsmorgon. 2016 återkom han till Sveriges radio som producent för P4 Extra med Lotta Bromé. Svenningsen blev vittne till och utmärkte sig vid attentatet i Stockholm 2017. Han mottog 2017 år Sveriges Radios Stora Ekopriset för sina insatser.
På årsdagen av attentatet 2018 var Svenningsen en av talarna vid minnesceremonin i Kungsträdgården.
Sommaren 2019 var Svenningsen stationerad som Sveriges Radios korrespondent i Sydostasien. Sommaren 2022 och 2024 var han stationerad i Istanbul som Sveriges Radios korrespondent i Mellanöstern. 
Martin Svenningsen är gift med TV4-journalisten Anna Björk.